# 大越路峠
大越路峠（おおこえじとうげ）は、栃木県鹿沼市に位置する峠である。標高393m。

## 概要
この峠はかつて栃木県道32号栃木粕尾線の路線に指定されていたが2003年（平成15年）3月に大越路トンネルが完成したために、当峠は県道指定を外れた。峠は幅1.5車線ほどの道で所々狭路が存在する。
2022年12月現在、バリケードが設置され関係者以外立入禁止となっているが、何ヶ所か旧道に入れる所がある。峠では土砂崩れも4、5箇所起きている上、名目上は立ち入り禁止になっているので峠越えは辞めておいた方が良い。